# Guren no Yumiya
"Guren no Yumiya" (Nhật: 紅蓮の弓矢 n.đ. 'Cung tên đỏ thẫm') là một trong hai bài hát do ban nhạc Linked Horizon sáng tác cho hai track mặt A của đĩa đơn ba bài Jiyū e no Shingeki. Phiên bản đầy đủ của bài hát được Pony Canyon phát hành vào ngày 10 tháng 7 năm 2013. Đây là cũng chính là ca khúc mở đầu trong phần 1 của loạt phim Đại chiến Titan.
"Guren no Yumiya" là ca khúc anime đầu tiên mà Linked Horizon sáng tác. Bài hát có sự kết hợp giữa nhiều thể loại âm nhạc khác nhau cũng như pha trộn lời nhạc giữa tiếng Nhật và tiếng Đức. Từ khi bài hát ra mắt, đã có nhiều nghệ sĩ âm nhạc trình bày phiên bản cover của ca khúc này. "Guren no Yumiya" cũng được trình diễn tại sự kiện NHK Kōhaku Uta Gassen lần thứ 64 và tại các sự kiện thể thao lớn khác ở Nhật Bản, bao gồm cả Thế vận hội Mùa hè 2020. Ngay khi phát hành, ca khúc lọt vị trí số một trên hai bảng xếp hạng Billboard Japan Hot 100 và Hot Animation, cũng như thẳng 4 đề cử vào cuối năm 2013. Vào tháng 5 năm 2014, "Guren no Yumiya" giành được hai chứng nhận Bạch kim từ Hiệp hội Công nghiệp Ghi âm Nhật Bản khi doanh số bán vượt nửa triệu bản. 

## Bối cảnh và phát hành
"Guren no Yumiya" ban đầu được sản xuất và phát hành bởi Linked Horizon dưới bản rút gọn vào ngày 8 tháng 4 năm 2013, đây cũng là phiên bản dùng cho phần mở đầu của Đại chiến Titan mùa thứ nhất.. Vào ngày 10 tháng 7 năm 2013, phiên bản đầy đủ của ca khúc được phát hành dưới dạng đĩa CD và nằm trong đĩa đơn thứ hai của Linked Horizon - Jiyū e no Shingeki. Cùng với "Guren no Yumiya", "Jiyū no Tsubasa" (tạm dịch: Đôi cánh tự do) cũng là ca khúc anime thứ hai mà Linked Horizon sáng tác, và là bài hát mở đầu tiếp theo của Đại chiến Titan mùa 1.
Theo Revo - nhóm trưởng của Linked Horizon, anh đã "phải lòng" Đại chiến Titan sau khi mới đọc tập đầu tiên của bộ manga. Trong quá trình sáng tác "Guren no Yumiya", Revo đã gặp mặt và trò chuyện nhiều lần với Hajime Isayama - cha đẻ của bộ manga và Tetsurō Araki - đạo diễn của bộ anime. Để có thể truyền tải chân thực những "cảm xúc" của các nhân vật trong phim  thông qua thơ ca và âm nhạc, "Guren no Yumiya" và hai ca khúc khác trong đĩa đơn Jiyū e no Shingeki sẽ được viết lời và soạn nhạc theo cách bài bản nhất có thể.

## Nội dung
"Guren no Yumiya" sử dụng nhiều yếu tố trong âm nhạc, bao gồm sự pha trộn giữa tiếng Nhật và tiếng Đưc trong lời bài hát. Theo báo The Harvard Crimson, bài hát có "phách mạnh" và một "giai điệu dâng trào", khiến ca khúc nghe rất giống một bản "quốc ca". Trang Abema Times lại cho rằng nhịp điệu của ca khúc rất "mạnh và dồn dập", khiến nó trở thành bài hát mở đầu "đầy uy lực" cho một bộ anime.

## Biểu diễn trực tiếp và sử dụng

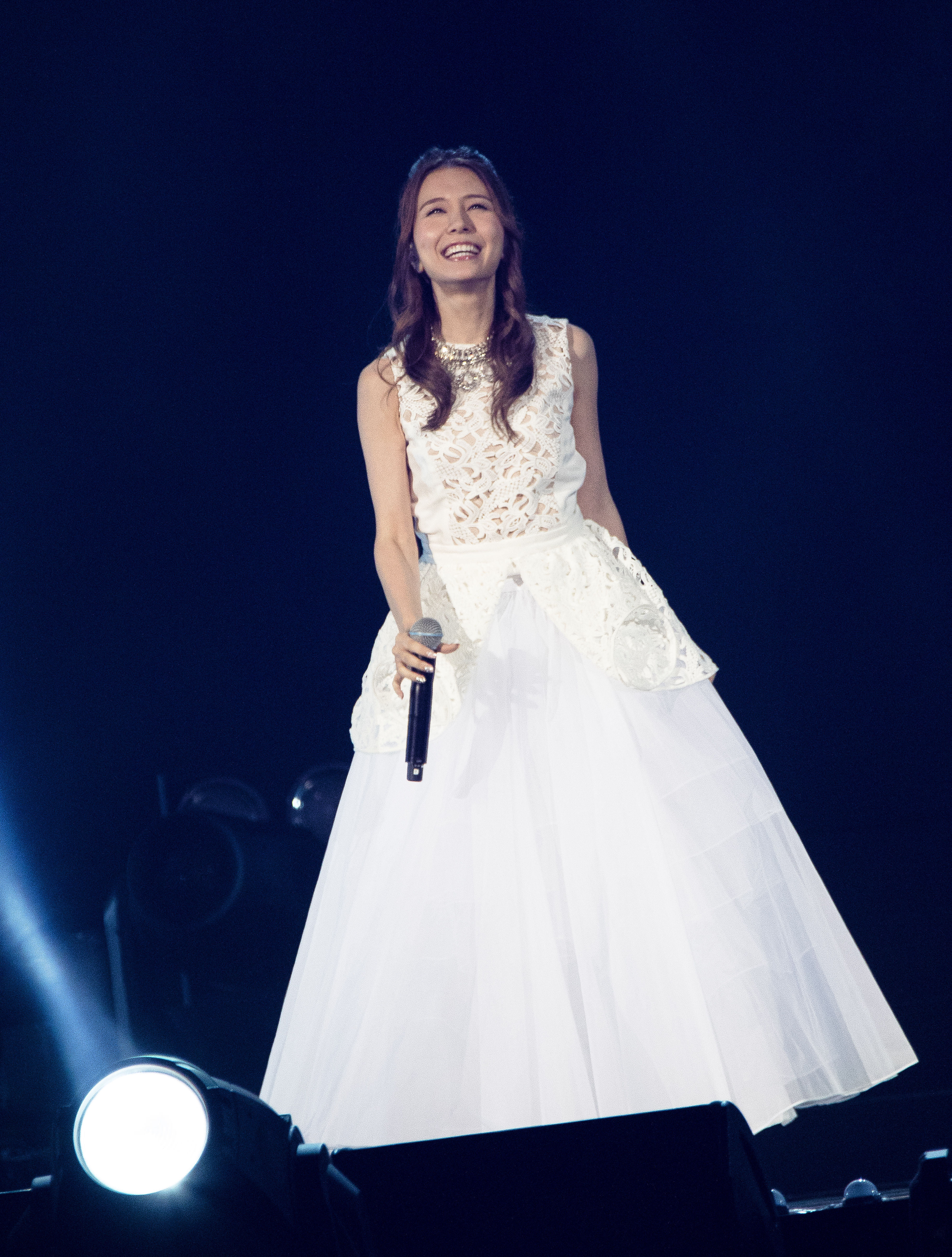
Ca sĩ nhạc pop May J. trình diễn một phiên bản cover của ca khúc vào năm 2020.

Kể từ lần đầu khi "Guren no Yumiya" được phát hành, Linked Horizon đã nhiều lần biểu diễn trực tiếp ca khúc này trên sóng truyền hình cũng như trong các chuyến lưu diễn khắp Nhật Bản. Trong chuyến lưu diễn đầu tiên bắt đầu vào tháng 7 năm 2013, ban nhạc đã mang "Guren no Yumiya" đến với khán giả tại Tokyo, Nagoya và Osaka. Sau đó, Linked Horizon tiếp tục trình diễn bài hát trong một tour lưu diễn với quy mô lớn hơn, kéo dài từ tháng 7 đến tháng 11 năm 2017 với tổng cộng 30 địa điểm. Từ ngày 5 đến ngày 7 tháng 12 năm 2014, ban nhạc một lần nữa biểu diễn "Guren no Yumiya" tại một sự kiện quốc tế thuộc khuôn khổ của Anime Festival Asia, diễn ra tại Singapore. Dù vậy, màn trình diễn đáng chú ý nhất của Linked Horizon với ca khúc này lại là trong sự kiện NHK Kōhaku Uta Gassen lần thứ 64, diễn ra vào ngày 31 tháng 12 năm 2013. Sau sự kiện, "Jaeger" đã trở thành từ được tweet nhiều nhất trong đêm giao thừa năm đó. Điều này được lí giải do liên quan đến một lời bài hát trong "Guren no Yumiya" và là một từ phổ biến trong loạt phim Đại chiến Titan, mang nghĩa 'thợ săn'.
Nhiều nghệ sĩ khác cũng đã trình bày phiên bản cover của "Guren no Yumiya". Vào ngày 20 tháng 7 năm 2015, Dàn nhạc Giao hưởng của Nhà hát Nhật Bản đã trình diễn ca khúc này tại lễ hội âm nhạc Anime Symphonia. Ngày 3 tháng 4 năm 2018, nhóm nhạc pop The Hoopers và nhạc sĩ Kobasolo đã cùng phát hành một bản cover của "Guren no Yumiya". Ngày 20 tháng 7 năm 2018, ban nhạc symphonic metal Epica đã phát hành đĩa mở rộng thứ hai mang tên Epica vs Attack on Titan Songs, trong đó có bản cover "Guren no Yumiya" bằng tiếng Anh. Ngày 31 tháng 10 năm 2020, ca sĩ nhạc pop May J. đã biểu diễn "Guren no Yumiya" trong đêm nhạc Halloween tại Tokyo Garden Theater . Vào ngày 12 tháng 1 năm 2024, ban nhạc metal Ryujin đã đưa bản cover "Guren no  Yumiya" trở thành ca khúc thứ mười một trong album "Ryujin" của họ.
Ngoài bản cover của các nghệ sĩ, một phiên bản khác của "Guren no Yumiya" cũng được chính Linked Horizon sáng tác và phát hành vào ngày 5 tháng 10 năm 2015, với tựa đề "Seishun wa Hanabi no You Ni" (青春は花火のように n.đ. "Tuổi trẻ cũng giống như màn pháo hoa"). Đây là ca khúc mở đầu cho Đại chiến Titan:Trường trung học - một phiên bản spin-off của loạt anime Đại chiến Titan. "Guren no Yumiya" cũng được Paul Gosar - nghị sĩ bang Arizona dùng cho đoạn video nhại lại của phần mở đầu Đại chiến Titan mùa thứ nhất. Trong video, ông châm biếm hình ảnh của Alexandria Ocasio-Cortez - nữ nghị sĩ bang New York và Tổng thống Hoa Kỳ Joe Biden như những con Titan trong bộ phim. Sau khi có phản ứng trái chiều từ phía Đảng Dân chủ, Hạ viện Hoa Kỳ đã thông qua cuộc bỏ phiếu với tỷ lệ 223-207 để chấp thuận gắn mác cho đoạn clip là một "mối đe doạ". Gosar cũng bị chỉ trích nặng nề vì đoạn clip trên. "Guren no Yumiya" cũng được biểu diễn trên một trò chơi mang chủ đề Đại chiến Titan tại Universal Studios Japan, cũng như là ở các trận đấu bóng chày hay thậm chí là trong môn bắn cung tại Thế vận hội Mùa hè 2020.

## Đón nhận

### Trên bảng xếp hạng
"Guren no Yumiya" thống trị ngai vàng trên nhiều bảng xếp hạng, bao gồm cả Amazon MP3, iTunes Store, Mora và music.jp. Ca khúc ngoài ra cũng đứng vị trí số một trên Recochoku và hạng hai trên Dwango. Trên bảng xếp hạng tổng thể, "Guren no Yumiya" đứng hạng năm Recochoku và hạng bảy trên iTunes Store. Ca khúc sau đó cũng đã soán ngôi "Memeshikute" của ban nhạc Golden Bomber để độc chiếm vị trí thứ nhất trên bảng xếp hạng hàng tháng của Karaoke Joysound.

### Chứng nhận
| Quốc gia                                 | Chứng nhận  | Số đơn vị/doanh số chứng nhận |
| ---------------------------------------- | ----------- | ----------------------------- |
| Nhật Bản (RIAJ)                          | 2× Bạch kim | 500.000*                      |
| * Chứng nhận dựa theo doanh số tiêu thụ. |             |                               |

### Giải thưởng
| Năm  | Sự kiện                      | Mục đề cử                     | Kết quả   | Nguồn  |
| ---- | ---------------------------- | ----------------------------- | --------- | ------ |
| 2013 | Newtype Anime Awards         | Ca khúc chủ đề xuất sắc nhất  | Đoạt giải | [ 36 ] |
| 2013 | Animation Kobe Awards        | Ca khúc chủ đề được vinh danh | Đoạt giải | [ 37 ] |
| 2013 | Billboard Japan Music Awards | Hot Animation of The Year     | Đoạt giải | [ 38 ] |
| 2013 | Anime Grand Prix             | Ca khúc anime xuất sắc nhất   | Đoạt giải | [ 39 ] |